# Моно (річка)
Моно (фр. Mono) — річка в Того та Беніні. Є найдовшою річкою Того. Впадає в затоку Бенін через велику систему солонуватих лагун і озер, включаючи озеро Того. Довжина близько 467 км. Площа водозбірного басейну — 24 495 км².

## Географія

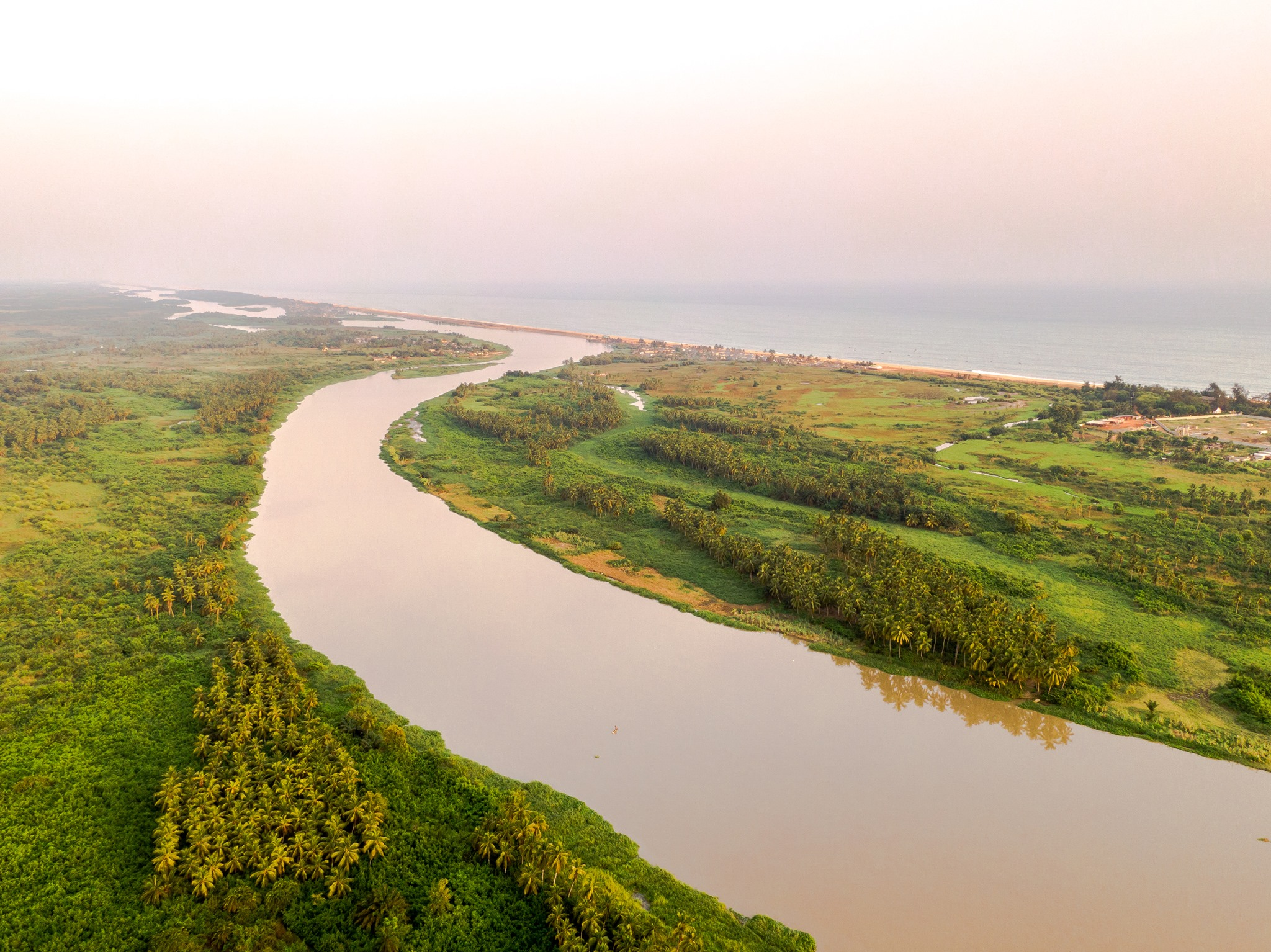
Річка Моно в Беніні

Починається на північний схід від міста Сокоде на кордоні з Беніном. Річка тече у південному напрямку. Уздовж гирла річки проходить кордон між Того та Беніном.

## Використання
Судноплавна лише частина річки біля гирла. У басейні річки вирощують кукурудзу, ямс та маніоку. Побудована ГЕС Нангбето за 160 км від гирла. Будівництво було завершено в 1987 році і виявилося дуже вигідним економічно (рибна промисловість на водосховищі, вироблення електроенергії). Було переселено 7600 – 10 000 осіб. Дамба змінила режим стоку річки. Існував проект другої греблі, але ці плани реалізовано не було.